# Sebastiania venezolana
Sebastiania venezolana là một loài thực vật có hoa trong họ Đại kích. Loài này được Pax & K.Hoffm. miêu tả khoa học đầu tiên năm 1924.